# Джессі Варгас
Джессі Варгас (нар. 10 травня 1989, Лос-Анджелес) — американський професійний боксер, чемпіон світу за версією IBO (2014) і володар титулу WBA (Regular) (2014—2015) у першій напівсередній вазі, чемпіон світу за версією WBO (2016) у напівсередній вазі.

## Боксерська кар'єра
Джессі Варгас дебютував на професійному рингу у вересні 2008 року у напівсередній вазі.
8 квітня 2011 року достроково переміг колишнього чемпіона світу гаянця Вівана Гарріса.
16 березня 2013 року завдав першої поразки небитому раніше австралійському боксеру Вейлу Омотосо (23-0), завоювавши вакантний титул WBC континентальної Америки.
12 квітня 2014 року Джессі Варгас одностайним рішенням суддів здобув перемогу над росіянином Хабібом Аллахвердієвим, відібравши у нього титули чемпіона світу за версією IBO і чемпіона WBA (Regular) у першій напівсередній вазі.
Джессі Варгас звільнив титул IBO, двічі провів захист звання чемпіона WBA (Regular), а 27 червня 2015 року вийшов на бій за вакантний титул «тимчасового» чемпіона WBO у напівсередній вазі проти співвітчизника Тімоті Бредлі. Поєдинок завершився перемогою Тімоті Бредлі одностайним рішенням суддів. Варгас зазнав першої поразки.
Вже в наступному бою проти Садама Алі 5 травня 2016 року Джессі Варгас завоював вакантний титул чемпіона світу за версією WBO у напівсередній вазі. У восьмому раунді він надіслав Алі в нокдаун, але гонг на перерву врятував того від добивання, та вже у дев'ятому раунді Варгас спочатку знов надіслав суперника в нокдаун, а потім змусив рефері зупинити побиття Алі.
5 листопада 2016 року в першому захисті титулу чемпіона світу Джессі Варгас зустрівся з легендарним філіппінцем Менні Пак'яо. Незважаючи на різницю у віці в 10 років, старіший філіппінець з першого раунду почав тиснути на чемпіона, працюючи серійно. У другому раунді Варгас побував у нокдауні. Перевага Пак'яо не викликала ніяких сумнівів, і поєдинок завершився його перемогою одностайним рішенням суддів. Варгас втратив звання чемпіона.